# 웹3
웹3(Web3) 또는 웹 3.0은 분산화, 블록체인 기술, 토큰 기반 경제와 같은 개념을 통합한 새로운 World Wide Web 반복에 대한 아이디어였다. 이는 팀 버너스리의 시맨틱 웹 개념과는 다르다. 일부 기술자와 언론인은 이를 웹 2.0과 대조시켰는데, 웹 2.0에서는 사용자가 생성한 콘텐츠가 빅 테크라고 하는 소수의 기업에 의해 제어된다고 말한다. "웹3"이라는 용어는 2014년 이더리움 공동 창립자인 개빈 우드가 만들어냈으며, 이 아이디어는 2021년에 암호화폐 애호가, 대형 기술 회사, 벤처 캐피털 회사의 관심을 끌었다. 웹3의 개념은 2013년에 처음 표현되었다.
비평가들은 소수의 투자자와 개인에게 부가 집중되거나 더 광범위한 데이터 수집으로 인해 개인 정보가 손실될 수 있다는 우려를 표명했다. 일론 머스크와 잭 도르지 같은 억만장자들은 웹3가 유행어나 마케팅 용어로만 사용된다고 주장했다.

## 배경
웹 1.0과 웹 2.0은 다양한 기술과 형식을 통해 진화한 월드 와이드 웹의 역사에서 시대를 나타낸다. 웹 1.0은 대부분 사이트가 정적 페이지로 구성되었고 대다수 사용자가 콘텐츠 제작자가 아닌 소비자였던 1991년에서 2004년까지의 기간을 나타낸다. 웹 2.0은 "플랫폼으로서의 웹"이라는 아이디어를 기반으로 하며 포럼, 소셜 미디어 및 네트워킹 서비스, 블로그, 위키 등의 서비스에 업로드된 사용자 생성 콘텐츠를 중심으로 한다. 웹 2.0은 일반적으로 2004년경에 시작되어 현재까지 이어지고 있는 것으로 간주된다.

## 용어
웹3는 팀 버너스리의 1999년 시맨틱 웹 개념과는 다르다. 시맨틱 웹은 때때로 웹 3.0이라고도 불린다. 시맨틱 웹은 연결된 데이터의 웹을 구상한 반면, 블록체인 맥락에서 웹3는 분산 원장 기술에 기반한 분산형 인터넷을 의미한다. 일반적으로 "웹3"으로 알려진 분산형 개념을 언급하는 일부 작가는 "웹 3.0"이라는 용어를 사용하여 두 개념 간에 혼란을 초래했다. 게다가, 웹3에 대한 일부 비전에는 시맨틱 웹과 관련된 아이디어도 통합되어 있다.
"웹3"이라는 용어는 폴카닷 창립자이자 이더리움 공동 창립자인 개빈 우드가 2014년에 "블록체인 기반의 분산형 온라인 생태계"를 의미하는 용어로 만들어냈다. 2021년에 웹3이라는 아이디어가 인기를 얻었다. 2021년 말에 특히 관심이 급증했는데, 이는 주로 암호화폐 애호가들의 관심과 유명 기술자와 회사의 투자 덕분이었다. 벤처 캐피털 회사인 앤드리슨 호로위츠의 임원진은 2021년 10월 워싱턴 DC로 가서 정책 입안자들이 씨름해 온 웹 규제 문제에 대한 잠재적 해결책으로서 이 아이디어를 로비했다.

## 개념
웹3에 대한 구체적인 비전은 다르며, 올가 카리프는 이 용어를 "모호하다"고 설명했지만, 분산화라는 아이디어를 중심으로 하고 있으며 종종 다양한 암호화폐와 대체 불가능 토큰(NFT)과 같은 블록체인 기술을 통합한다. 카리프는 웹3를 "토큰 형태의 금융 자산을 온라인에서 하는 거의 모든 일의 내부 작동에 구축하는" 아이디어라고 설명했다. 케임브리지 대학교의 베넷 공공정책 연구소(Bennett Institute for Public Policy)에서 발표한 정책 간략서에서는 웹3를 "블록체인, 스마트 계약, 암호화폐를 포함한 웹의 기술, 법률 및 지불 인프라의 추정된 차세대"로 정의했다. 류, 주오타오 등에 따르면 (2021), 웹3의 세 가지 기본 아키텍처 지원 요소는 분산형 또는 연합형 플랫폼, 보안된 상호 운용성, 분산 원장 기술을 통한 검증 가능한 컴퓨팅의 조합으로 식별되었다.
일부 비전은 탈중앙화된 자율조직(DAO)의 개념을 기반으로 한다. 탈 중앙화 금융(DeFi)은 또 다른 핵심 개념으로, 사용자는 은행이나 정부의 개입 없이 통화를 교환한다. 자체 주권 ID를 통해 사용자는 OAuth와 같은 인증 시스템에 의존하지 않고도 자신을 식별할 수 있으며, 이 경우 ID를 평가하기 위해 신뢰할 수 있는 당사자에게 연락해야 한다.

## 같이 보기
- 분산 소셜 네트워크
- InterPlanetary File System
- 분산 애플리케이션
- 블록체인
- 암호화폐
- 시맨틱 웹
- 확장 현실
  - 가상 현실
  - 증강 현실
  - 혼합 현실
  - 메타버스
    - 아바타

  - 공간 컴퓨팅
  - OpenXR
  - WebXR